# Agrilus navarrei
Agrilus navarrei es una especie de insecto del género Agrilus, familia Buprestidae, orden Coleoptera.
Fue descrita científicamente por Baudon, en 1965.